# Hendrik III van Limburg

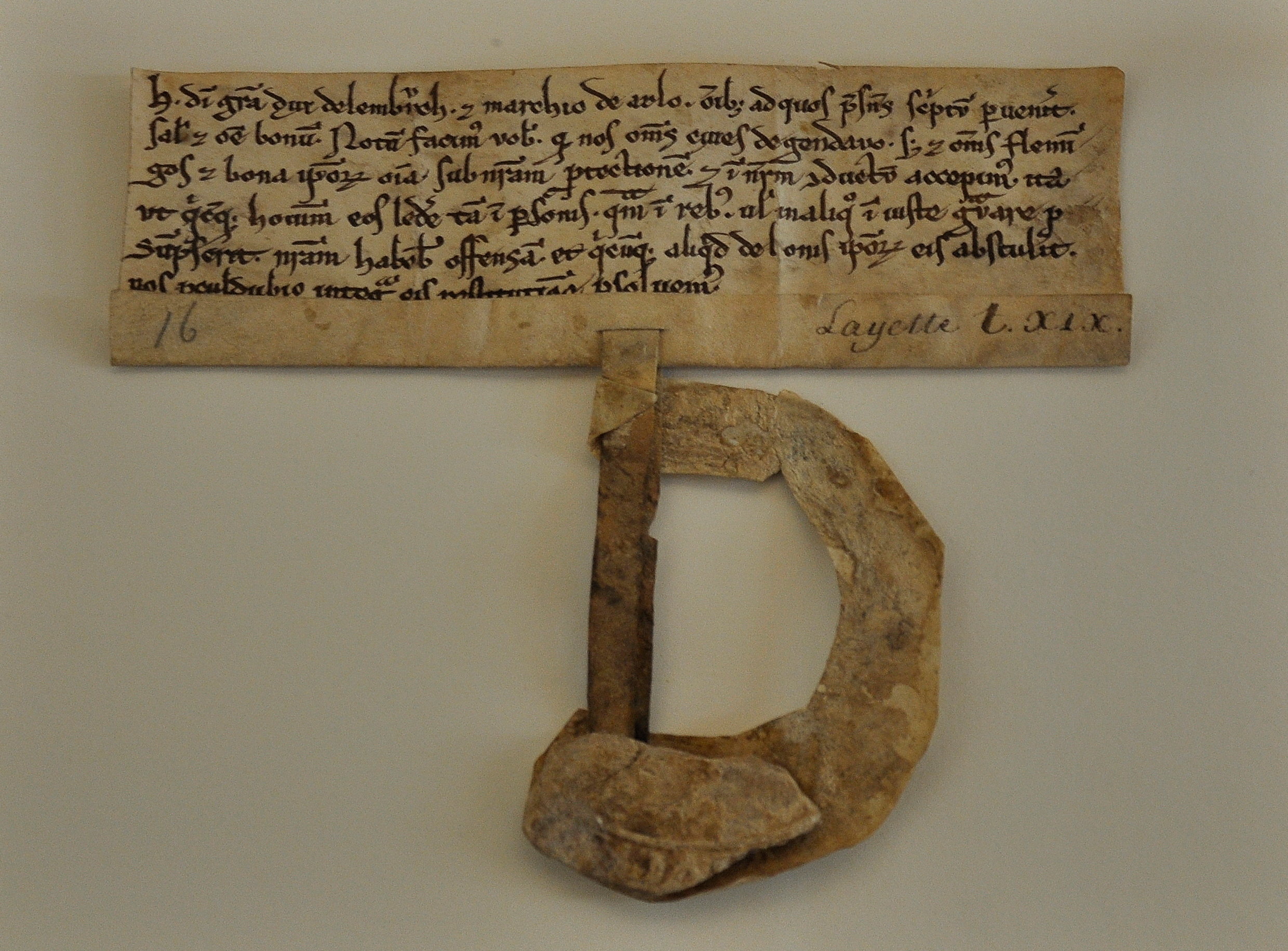
Vrijgeleide brief (ca. 1200) van Hendrik III aan handelaars uit Gent waarin hij hen vrije doorgang door Limburg verleent om vlot handel te kunnen drijven met het Rijnland (bewaard in het Stadsmuseum Gent)

Hendrik III van Limburg (de Oude, ±1131 – 21 juni 1221, abdij Rolduc) was een zoon van Hendrik II van Limburg en Mathilde van Saffenberg. In 1167 volgde hij zijn vader op als hertog van Limburg.
In 1172 vocht hij tegen Hendrik I van Namen, graaf van Luxemburg, en vervolgens zijn bondgenoot Boudewijn V van Henegouwen. De omgeving van Aarlen werd verwoest en Hendrik III, die verslagen was, moest een schadevergoeding betalen aan Hendrik I, graaf van Luxemburg.
Bij de verkiezing van de aartsbisschop van Trier in 1183 steunde hij Folmar van Karden, tegen de zin van keizer Frederik I Barbarossa.
Hendrik III nam met zoon Walram deel aan de Derde Kruistocht. Ze reisden los van het leger van keizer Frederik I en ging bij het leger van Richard I van Engeland in het Heilige Land.
Voor het gezag over de meierij van Sint-Truiden vocht hij tegen zijn neef, Hendrik I van Brabant, die het gebied opeiste als deel van de bruidsschat van diens moeder. De oorlog eindigde in 1191, nadat de graaf van Limburg een vazal werd van de graaf van Brabant.
In zijn laatste jaren steunde hij Keizer Otto IV hij tegen Filips van Zwaben voor de kroon van Duitsland. In 1214 nam hij deel aan de Slag bij Bouvines.

## Huwelijken en kinderen
Hendrik trouwde met een zekere Sophie, dochter van Walram. Haar afkomst is onzeker, maar waarschijnlijk is zij Sophie van Saarbrücken (±1132 – na 1214), een dochter van Simon I van Saarbrücken en Mathilde van Sponheim. Hendriks (stief)kinderen waren:
- Hendrik van Wassenberg (ca. 1151 – 4 december 1214), gehuwd met Sophia van Gelre
- Walram III van Limburg (ca. 1180 – 2 juli 1226), graaf van Luxemburg en heer van Monschau en La Roche; gehuwd met Ermesinde II van Namen
- Frederik van Lummen (– ca. 1212), gehuwd met N. van Lummen
- Gerard I van Wassenberg-Horne (– december 1225) en mogelijk van Horne (of was dit de naam van een kasteel te Herve?), gehuwd met Beatrix van Meerheim bij Keulen. Oorkondes lijken erop te wijzen dat Gerard een stiefzoon van Hendrik was, m.a.w. uit een vorig huwelijk van Sophie kwam.[3]
- Simon van Limburg (ca. 1177 – Rome, 1 augustus 1196), bisschop van Luik
- Jutta van Limburg (– 8 februari), gehuwd met Gosewijn IV van Valkenburg
- Mathilde van Limburg (– na 1202)
- Isolda van Limburg (– 2 maart 1224), gehuwd met Dirk I van Valkenburg. Het is onzeker of Isolda een dochter van Hendrik III is.
- Macharius (– na 23 mei 1226), waarschijnlijk een bastaardzoon

## Voorouders
| Voorouders van Hendrik III van Limburg | Voorouders van Hendrik III van Limburg                                             | Voorouders van Hendrik III van Limburg                                             | Voorouders van Hendrik III van Limburg                                             | Voorouders van Hendrik III van Limburg                                             | Voorouders van Hendrik III van Limburg                                             | Voorouders van Hendrik III van Limburg                                             | Voorouders van Hendrik III van Limburg                                             | Voorouders van Hendrik III van Limburg                                             |
| -------------------------------------- | ---------------------------------------------------------------------------------- | ---------------------------------------------------------------------------------- | ---------------------------------------------------------------------------------- | ---------------------------------------------------------------------------------- | ---------------------------------------------------------------------------------- | ---------------------------------------------------------------------------------- | ---------------------------------------------------------------------------------- | ---------------------------------------------------------------------------------- |
| Overgrootouders                        | Hendrik I van Limburg (1070-1119) ∞ Adelheid van Pottenstein (-)                   | Hendrik I van Limburg (1070-1119) ∞ Adelheid van Pottenstein (-)                   | Gerard I van Gelre (1060-1129) ∞ Clementia van Poitiers (1045–1142)                | Gerard I van Gelre (1060-1129) ∞ Clementia van Poitiers (1045–1142)                | Adalbert van Saffenberg (ca. 1050 - 1110) ∞ ? (–)                                  | Adalbert van Saffenberg (ca. 1050 - 1110) ∞ ? (–)                                  | ? (-) ∞ ? (–)                                                                      | ? (-) ∞ ? (–)                                                                      |
| Grootouders                            | Walram I Paganus van Limburg (1085-1139) ∞1110 Jutta van Gelre (ca. 1095 - 1151)   | Walram I Paganus van Limburg (1085-1139) ∞1110 Jutta van Gelre (ca. 1095 - 1151)   | Walram I Paganus van Limburg (1085-1139) ∞1110 Jutta van Gelre (ca. 1095 - 1151)   | Walram I Paganus van Limburg (1085-1139) ∞1110 Jutta van Gelre (ca. 1095 - 1151)   | Adolf van Saffenberg (1060-1129) ∞ ? (–)                                           | Adolf van Saffenberg (1060-1129) ∞ ? (–)                                           | Adolf van Saffenberg (1060-1129) ∞ ? (–)                                           | Adolf van Saffenberg (1060-1129) ∞ ? (–)                                           |
| Ouders                                 | Hendrik II van Limburg (1110-1167) ∞1136 Mathilde van Saffenberg (ca. 1123 – 1145) | Hendrik II van Limburg (1110-1167) ∞1136 Mathilde van Saffenberg (ca. 1123 – 1145) | Hendrik II van Limburg (1110-1167) ∞1136 Mathilde van Saffenberg (ca. 1123 – 1145) | Hendrik II van Limburg (1110-1167) ∞1136 Mathilde van Saffenberg (ca. 1123 – 1145) | Hendrik II van Limburg (1110-1167) ∞1136 Mathilde van Saffenberg (ca. 1123 – 1145) | Hendrik II van Limburg (1110-1167) ∞1136 Mathilde van Saffenberg (ca. 1123 – 1145) | Hendrik II van Limburg (1110-1167) ∞1136 Mathilde van Saffenberg (ca. 1123 – 1145) | Hendrik II van Limburg (1110-1167) ∞1136 Mathilde van Saffenberg (ca. 1123 – 1145) |
| Hendrik III van Limburg (1131-1121)    |                                                                                    |                                                                                    |                                                                                    |                                                                                    |                                                                                    |                                                                                    |                                                                                    |                                                                                    |